# パタリロ・ド・マリネール8世
パタリロ・ド・マリネール8世は、漫画『パタリロ!』に登場する架空の人物で同作品の主人公である。

## 人物
本作の主人公であり、物語の舞台であるマリネラ王国の若き国王。通常は単にパタリロ、もしくは殿下（国王なのに陛下でない理由は後述）と呼ばれる。天才的な頭脳、超人的な身体能力、破壊的な性格を併せ持つ暴君であり、作中ではトラブルメーカーとして活躍する。
なお、長期連載なこともあり、パタリロという人物に関する設定には過去作と近作で矛盾している部分もあるが、本稿ではその矛盾も含んだ上で総括的に記述する。

## プロフィール
- 誕生日：4月1日
- 年齢：10歳（1973年生まれだが劇中では時間経過が無視されており加齢しない）[2]
- 身長：140センチメートル
- 体重：36キログラム（身長・体重は初期のデータであり、その後随時変化している）
- 血液型：RH＋－ヌルα型
- 諡号：黄金王
- 宗旨：真言宗智山派[3]
- 守護星：ハレー彗星
- 背後霊：パタリロ7世

## 来歴
前世はギリシア神話に登場するパンドラ。マリネラ王国国王ヒギンズ3世と王妃エトランジュの間に生まれる。生後間もないうちから後の奇人ぶりを予見させる奇行が目立ったため、パタリロを真人間に養育すべく、王妃がじきじきに選んだ6人のエリート武官が教育係についた（これが後のタマネギ部隊の原型になる）。
乳児の頃から天才ぶりを発揮し、人体の組成を羊羹に変える不気味な機械を発明したことがある。10歳に満たない時期に大学に入学し卒業を果たしている（国立マリネラ大学文学部家政学科卒業。専攻は量子物理学）。卒業論文は『ゴキブリホイホイにおける茶羽根ゴキブリの生存の可能性』（評価は三重丸）。
10歳の時に父である先王ヒギンズ3世の死を受けてマリネラ王国国王に即位した（原作第2話）。国王に即位後は、周囲が「へ・いか」と区切って呼ぶため「陛下」という敬称を嫌い、部下には「殿下」と呼ばせている。なお、外部の関係者も同様に「殿下」と呼ぶ（初対面の相手などはまれに「陛下」と呼ぶ事もある）が、国民は陰では「つぶれ餡饅」と呼んでいる。
国王の他に、造幣局長や最高裁判長を兼任している。更に議会がある描写がないため、行政・司法・立法・軍事の全権を握っている。
宮殿の地下室にて無数のゴキブリを飼育（本人は共存と主張）しており、人類初の名誉ゴキブリ市民。10日間に渡って大量に蓄積・圧縮された宿便を一気に排泄して宮殿内に充満させた事件により、後世の伝記作家から黄金王と諡された。
太陽の異常活動を解消し、誤発射された核ミサイルを無力化、ゴキブリ、幽霊、異星人や異世界、海中世界の魔王による侵略までも退け、ときには本人さえ顛末を知らないまま何度も地球を救っている。この活躍は現代だけでなくタイムワープで飛んだ未来世界にも及ぶ。

## 容姿
髪は白髪で、ズングリムックリな体型が印象的。コミック第1巻では普通の子供の体型だったが2巻以降急速にデフォルメされ、序盤のうちに「ズングリムックリ」が定着した。本人はこの変化を国王としての責任の重圧が原因だと主張している。また、デフォルメの結果、手の指が4本しかないように描かれているが、これを本人は見えないように隠していると主張している。
その顔について、バンコランを始めとして様々な人物から散々な言われようをしている。主な言われ方としては「へちゃむくれ」「変態甘納豆」「つぶれ甘食」「つぶれ肉まん」「腐れハンペン」「顔面フマキラー」「さかさアルマジロ」「2週間前の肉まんを屋上から落として、ブルドーザーで轢いていったような顔」などがある。一方で、とろろあおいに似ていて端正で凛々しいという好意的な意見もある。バンコランからはふくよかな身体を「肥満ロース」と呼ばれ、「嫌デブ権」を主張されている。時に見せるヌードは太った中年を思わせる貫禄のある体格である。この原因がただならぬ食事の爆食い、大食い、ドカ食いをするためで普通の食事がドカ食いだが本人に言わせれば普通という。これが原因で医者からはいわゆる暴飲暴食を止められており糖尿病を指摘されている。食べ物の好き嫌いはないとされるが、医師から食事制限が課され、食べていいのはところてんだけとされた際に「ところてんだ～いやだあ～」と嫌がる場面がある。だが、酷似した容姿の7世は17歳の美しい容姿の肖像画が残されており、三河屋のエピソードで描かれた将来の8世の姿もまた美形であったため、7年後には絶世の美少年になるとされている。なお本人は、「人呼んでマリネラの麻実れい」と称する。
顔立ちは同作者の『ルル亀!』の亀右ェ門と似ているが、亀右ェ門が四角い骨格であるのと異なり、パタリロ8世の方が肉付きが良い。ただし容貌を意識的に操作しているのか、時として親譲りの美貌に変わる時もある。もっとも『ガラスの仮面』の北島マヤそっくりの顔になることも努力により可能なので、それが素顔かどうかは論議の分かれるところである。
常に着用している服は左胸に勲章（略綬ではなく正章）を2つ着けたベージュ色の軍服（一説にはマリネラ陸軍の軍服であるといわれている。ただし元首であるにも拘らず階級章の類は見当たらない）であり、一流ブランドのオーダーメイド品から町の仕立て屋に仕立てさせたものまで数え切れないほどの数を所有している。また帯革を締め負革を掛けている。変装時と就寝時以外はこれが普段着である。
近年の作品では履いている靴に携帯電話が内蔵されている。つま先の部分がスピーカー、かかとの部分がマイクとなっていて、つま先からアンテナを伸ばして通話する。

## 性格
基本的な性格は、我侭で、他人をおちょくるのを好む。ただし、本当に困っている相手には救いの手を差し伸べる優しさもある。偽善者ならぬ「偽悪者」と呼ばれたエピソードも。
意外にタマネギ部隊を大切にしている。
人をおちょくるのが好き
他人をからかうのが大好きで、『人をおちょくる50の方法』などを愛読。友人のジャック・バンコランや部下のタマネギ部隊の隊員の神経を逆なでする言動をとる。いたずらのための労力は惜しまない。また、初対面の相手でも親しい相手と程度の差はあれ、からかう。しかし、ほとんどの場合は最後にパタリロ自身がしっぺ返しを食らい、タマネギ部隊も彼の性格を熟知しているためにからかわれて反撃に出た相手のことを黙認することすらある。国王自身の行為が原因による焼失、崩壊などが発生することもたびたびあり、マリネラ王宮は数回建て直されている。国王専用機も火災・墜落した例が複数ある。
守銭奴
金銭に対して異常なまでに貪欲で、本人曰く「金儲けが趣味」と言い切るほどの守銭奴。連載当初は単純に大金（と言ってもダイヤモンド産業で得られる利益に比べれば微々たるものだが）に釣られるだけだったが、『リダイアル（作品番号216）』の頃から小銭への傾倒が見られ始め、最終的には同じ金額でも高額紙幣より大量の小銭で支払うと喜ぶほど、小銭には過敏な反応を示すようになる。自分の所有する小銭ひとつひとつに名前を付けていたこともあった。命より金の方が大事なんじゃないか、とタマネギ部隊に言われる場面もある。100ポンド（日本円で1万3000円程度）やるから出してくれといわれて犯人を逃がしてしまったこともある。そして「くれる」と言われたからには地獄の果てまでも犯人を追いかけることも。「金の亡者」とさえ、マライヒやバンコランに言われたこともある。退屈しのぎではあるがマライヒやバンコランにまでちまちまとこづかいをせびったりまでしているようである。
ただし彼自身は守銭奴でなく「守銭道」と呼ばれる教えの信奉者だと主張している。ある小さな事件から守銭道は犯罪につながると悟り、貯金道へ改めると語ったものの、その後の経緯を見る限り改まった様子は全くない。それどころかタイムワープを悪用した銀行強盗までやらかしている。
マリネラ王国としてはダイヤモンド産業で相当な収入があるものの、細かい小銭稼ぎにそれ以上の精を出す性分である。一方で貨幣や小額紙幣では管理できないような巨額の資金の管理には無頓着な部分があり、目先の小銭をケチって大局的な利益を逃すようなこともたびたびある。なお、パタリロが金儲けをしようとたくらむエピソードではほとんどの場合、予想外のトラブルが発生して金儲けは失敗に終わるというオチがつく。また、企業家を自負して行動しており、タマネギ部隊に対する辞令でも代表取締役国王という肩書きを使用したこともあることから、マリネラ王国を1つの企業と考えている節もある。
国王としてのカリスマ
他人をからかうのは好きであるが、本当に困っている人は放っておけず、命がけでタマネギ部隊や国民（あるいは全人類や地球）を守ったり国王の権力をもって温情のある計らいを見せたり、タマネギ333号が戦争の脅威から世界を救ったことよりも自分の命と引き換えに人造人間を救った気高い行為を理由に333号を永久欠番にするなど、国王の名に恥じない正義感と指導力の持ち主でもある。また心情的にも政治と人情の重みの差に悩み、自分の生命エネルギーと引き換えに病人を治す特殊能力を持つ航空宇宙局のロビー少尉を、その能力を金儲けの為に利用したとは言え自分の生命と引き換えに治癒させる事を知った途端に某国の戦争を止めるために必要不可欠な平和運動家の命を救うのを辞めさせようとするが、やむを得ず見殺しにしてしまった時には、後悔からか産まれてはじめて「心の底から」泣いた事もある。しかし、本人は照れているのか「偽悪者」となり、普段は近付くのが危険なほど悪ふざけに精を出し度々手痛いしっぺ返しを喰っている。その一方で、自分に害をなすと思われる人物の抹殺を依頼したり、自分を慕ってくれた妖怪を死に追いやった組織に対し完全抹殺を行うようタマネギに命令したり、時にはゲームを装って自らの手で死に追いやることも躊躇わない冷酷さも持ち合わせる。先述の外見もあって、どこまで真面目でどこまで冗談か分からない扱いにくい人物である。本来はいわゆる「ボケ役」だが、オムニバス的性質の強い本作の主人公だけあって、エピソードによってはツッコミ役に徹することも多いため、パタリロよりもエキセントリックなゲストキャラが登場した場合は相対的にまともな性格になることが多い。国民の支持率は0.3％（パタリロ！539）。
その他の性格的特徴
一人でいるときもギャグを飛ばすことを忘れないギャグ体質であり、多くの関係者がこの体質を伝染させられている。なぜか年上の男性に伝染することが多いが、美少年や女性にはその傾向はない。
非常に多趣味。かなりマイナーな趣味にも精通してることがある。作者の趣味を反映しているのか、落語や日本の古典芸能に妙に詳しいところがある。
未成年者ながらにしばしば飲酒の描写がなされている。酒癖は非常に悪い。
性癖は異性愛者であり、初恋の相手である従姉のマデリーンに似た女性にしばしば惹かれている。一方で自己愛が強く、電送機のトラブルでパタリロが殖えてしまった際は自分同士で近親姦に至る者もいた。
モットーは「質より量」と「単刀直入」である。
萩尾望都の作品『ポーの一族』などでも引用される『マザーグース』の一節から取った、『クックロビン音頭』を時折踊る。同曲はアニメ版後期のエンディングにもなった。
「はしか（またはそれに類似した病気）」に罹ると性格が真面目方面に激変し慣習的な事でも不正を許さない様になる。これ以外にも自身の精神構造が「良心のみ」になった際には真面目な代わりに休息をとる発想がなくなる（結果として普段こき使われるのと同様にタマネギ部隊たちは休めなくなる）。
ナイロンザイルの神経と自称し、どうじなさ、図太さをアピールしていた。母エトランジェが媚薬でバンコランを誘惑した際も、さすがにショックを受けてるかと思いきや「母上を見直した。まだ若いのだから女性としての幸せを追求するのは良い事だ」などと発言している。しかし恐怖で身動きできなくなった事もあり、ナイロンザイルの神経にも限界があったと認めている。

## 能力

### 身体能力
最初は黒目を自由に動かせる程度だったが、連載と共に身体能力は超人化していった。
- 視力は5.0（自己申告）。記憶したものを目から映写することも可能、見た物をそのまま覚える写真記憶術は言わずもがな。一方で複雑な書類を読もうとすると目がストライキを起こすという。嗅覚や聴覚は野生動物並み。
- 根来流手裏剣術を修得している（根来流は棒手裏剣）。ぬらりひょん拳法の使い手でもある。バンコランやマライヒと言った「一流」には及ばないが、KGBやCIAのヒラ工作員に後れを取ることはない。
- 巡航速度で走行中の自動車にさえ、特技のゴキブリ走法で易々と追い着く。人間の血液のほかに、昆虫のような体液も流れている。遠心分離機以上の回転能力も有する。口から超音波を発してコウモリよろしく濃霧の中でも全速力で移動することが可能である。
- 胃腸の機能は強力で、飲み込んだ硬貨を溶かしてしまうほど。悪霊を飲み込んで消化したこともある。排泄物もあらゆる栄養を吸収し尽くして「フリーズドライ状態（本人曰く）」で出て来るという。一方で、消化時間は正確らしく、うなぎパイの消化時間で時刻を計ったこともある。
- また、根性で消化するという荒業を駆使し、フードファイトの国際大会で準優勝（ダイヤを売りつけるためにわざと負けた）するほどの大食（医師により正常人の10倍の2万5000キロカロリーまでしか食べさせてくれないと愚痴をこぼしている。また、一日で豚500頭を一人で食したこともある）。食欲が災いして「餓鬼」や豚の霊、「ぬっへっほ」にとり憑かれた経験もあった。
- ある事件で宇宙人に囚われた際には約1ヶ月間飲まず食わずで放置されていたが、歩けない程衰弱はしていたものの体調には全く問題は無く、帰ってすぐに一ヶ月分を取り戻そうと暴食していた。
- 内臓が気まぐれを起こし体内を移動することがある上、薬剤の効き方も気まぐれなため、正規の教育を受けた医務官を発狂させたこともある。また、上記の様に薬剤の効き方が常人と異なるために自分の代謝に合わせた毒薬を作り、それを恋人と無理心中しようとしたタマネギに実験のため渡して使われたが、パタリロにとって有毒だが、普通の人間には無害だったケースがある。

### 生命力
- ギャグ漫画であるが故とも言えるが、刺されようと突かれようとピストルで撃たれようと全く平気な場面が頻繁に描かれている。[8]「誤って濃縮ウランを飲んだ時も下痢をしただけで済んだ」というタマネギの証言もある。大量のトラフグを生で食べ、フグ毒（テトロドトキシン）を一万人の致死量分摂取した時は危篤に陥ったが、偶然通りかかったアルタイルの薬売りにより助かっている（その薬売りも実は地球征服を企てていたのだが）。
- RH＋－ヌルα型という非常に珍しい血液型の少年が病気の治療で大量の輸血を必要としていた際、偶然にも同じ血液型だったパタリロが献血を依頼されたことがあるが、その際には血液を10リットルも抜かれたにもかかわらず、「病院の食堂でステーキを6人前食った」だけで何のダメージもなく平然と復活していた[9]。
- 自分に取り憑こうとした物体Xを逆に吸収した際にXの再生能力を身に付けており、不死身に近い肉体を持っている。
- その一方で、名前を書くとその人物が死ぬ「死神のペン」でそれとは知らずに名前を書いて死亡した事がある。数日後に「生命の神のペン」をタマネギ部隊が入手し、それを使用したことで生き返っている。また、その後に発生したトラブルを解決するためにフグ毒で自殺したのち前述の「生命の神のペン」で再び生き返っている。
- 部下の将軍がクーデターを起こした際には、シリアスな場面だったせいか心臓を撃ち抜かれて殺されたことがある。しかし、災厄の根源となった望みを叶える「黒山羊の尻尾」をタマネギが使用したため簡単に甦った。
- その他、玉座に爆弾を仕掛けられ一時心臓が停止するが、幽体離脱しただけで自力で簡単に生き返ったりもしている。タマネギ達も普段の印象のせいでパタリロが死ぬというイメージがわかず、本当に危険な状態の時にはパニックに陥りギャグを飛ばす様子が幾度か見られた。
- 死神に魂を譲り渡す契約をしたが、現世に執着している魂を死神が移動できないため、個人財産に執着しているパタリロは論理上絶対に死なないことになっている（作品番号190「何かのまちがい」、コミックス44巻）。なお別のエピソード（作品番号472「一年後」、コミックス86巻）でも一年後に魂を売り渡す契約を死神と交わしたが、このときは一年以内に不老不死の研究を成功させて死神との約束を無意味なものにすると高らかに宣言した。

### 頭脳
- 記憶力は極めて高いが、身体を逆さにしてつるしておくと記憶がこぼれ落ちるとされる。
- 「人間コンピューター」と呼ばれる、一時的に思考を高速化する特技を有し、その際はスーパーコンピューター以上の計算や分析ができる。近年の作品では複雑な計算や分析はパタリロが発明したマザーコンピューターが担うようになり、この能力はあまり使われなくなった。
- 天才的な科学者でもあり、超小型の缶切りや耳掻きのような日用品といった何気ない物以外に、自我を持つロボットや電送機、人魚の言葉すら翻訳する万能翻訳機、果ては水中でも呼吸が可能になる薬、原子分解銃といった強力な小型兵器やタイムスリップ装置など、通常の科学の常識を超える発明品を多数世に送り出している。科学者としての通称は「発明パタちゃん」。なお、本人は「人間コンピューターに設計図は必要ない」と語っており、彼の発明品の設計図は一切存在しない（全て自身の頭の中にある）ため、彼の発明の秘密を他人が盗み出すことは不可能とされている。
- マリネラ王宮内には、パタリロが造った発明品を保管している一室がある。本人が語ったところ造ってはその部屋に放り込んでいるとの事で、大きさも用途もバラバラの発明品が所狭しと乱雑に仕舞われており、パタリロ自身も何処にどの発明品があるか把握しきれていないなど、半ば物置きのような状態になっている。
- 「国際発明家団体連絡協議会」（国発団連協。本部はジュネーヴ）の会員で、時々会合や会報（月刊）で発明品を発表しており、弟子入り志願者が訪れたこともある。しかし、彼の発明は後の警察長官が語ったところ構造が非常にひねくれているために、現物の解析を他人が試みたところで設計を理解することが不可能で量産化できず、中には偶然の産物か神の悪戯で一度しか作れなかった物もある。それ故に、パタリロの発明品は彼の工作室でのみ生産が可能な状態になっている。
- 高度な発明品を作る能力に長けているが、巨大レンズの投射装置が太陽に対して使うと強力な破壊兵器になる事をマライヒに言われるまで気付かず、月に広告を写す映写機のつもりで売ろうとし、そのせいで神々から危惧され天使が派遣されるまでに至ってしまったり等、大変な物を作ったという意識がない時がある。
- 自国基幹産業の宝石、特にダイヤモンドに関しての造詣が深く、宝石鑑定のエキスパートで世界でもトップクラスの鑑定眼を持つ。その知識を活用して犯人を罠に嵌めトリックを暴く活躍を見せる事もある（例:14巻「マライヒの季節」）。
- 外国語に堪能で何度も来日し、身分を隠し東京都内で生活したこともある。84ヶ国語で「今何時ですか」と訊ねる特技も持つ。猫・ネズミ・ゴキブリ・バイキン・未来人の言葉も、時に僅かなヒアリングだけで理解し喋ることができ、空飛ぶ正義の味方スーパーキャットや、その兄の間者猫といった猫の親友もいる。
- 「世界名探偵友の会」の正会員でもあり、優れた推理能力を持っており、様々な事件を解決してきた。その推理能力を買われてバンコランなどから事件解決の協力を求められることもある。なお、初期のストーリーではパタリロは推理は苦手という設定になっていて、ミステリー風味のエピソードではマライヒが探偵役をこなしていた。

### 人脈
パタリロはとても広い交友関係があり、世界中にさまざまな人脈を持つ。その人脈の強さは彼の能力の一種ともいえるものになっている。
- 「世界王様会議」のメンバーで、世界中の王室に顔が利く。
- マリネラのダイヤ産業により様々な国のVIPと個人的な知り合いとなっている。
- 世界中にマリネラ王族の親戚がいる。マリネラは多産の家系であって、王家の多くの者が世界中で事業を起こしていたり、他の王侯貴族や資産家と結婚している。
- 「国際発明家団体連絡協議会」「卵卵友の会」「世界名探偵友の会」「世界歯周病撲滅友の会」などさまざまな会合の一員であり、多様な分野で広い人間関係を持つ。
- 人間以外の生物の社会にも顔が通じ、宇宙の異星や異次元、天界、魔界などの異界にもコネがある。

### 変装
変装はパタリロの数多い特技の中でも目立つものの一つである。パタリロの変装は見た目はほとんど変わらない（ずんぐりむっくりな体形に、つぶれアンマンのような顔つき）のだが、完璧なまでに他者を演じることができるため、正体がばれることは意外に少ない。パタリロは変装用の架空キャラクターをいくつか用意しており(詳しくは後述)、気分や状況に応じてそれらのキャラクターになりきる。
パタリロの変装は単なる扮装ではなく人格にも影響を与え、例えばシバイタロカ博士になると金銭欲がなくなるとされている。初期は博士の姿で宝石泥棒（未遂）をしようとしたこともあったが、最終的には、パタリロとシバイタロカ博士の人格は完全に分離し、パタリロは博士に変装している間の記憶がなくなり、博士も「あなたはパタリロの変装した姿である」と指摘しても冗談だと思うぐらい（一回物理的に分裂したこともあった）変装上手である。
連載初期には隠密行動をとるために変装をしたこともあり、変装後の姿と容姿がよく似た少年が事件に巻き込まれたこともある。
ほっぺたを隠した変装の時には見た目的にもかなりパタリロと判り辛くなる効果があるようで、マライヒにも絶賛された。
パタリロが変装した主な人物は以下。
フリッツ・フォン・マンテル教授（あるいは博士）
犯罪学の権威。眼鏡をかけた洋風の紳士。
シバイタロカ博士
シュバイツァー博士の又従兄弟で、アインシュタインの父方のはとこである老人。エルキュール・ポワロの灰色の脳細胞とマイク・ハマーの行動力、リュー・アーチャーのタフネスにフレンチ警視の緻密さをもつとされる。前髪と髭で顔をほぼ隠した風貌でみすぼらしい格好をしており、「限りなき善意の人」を自称する。金銭欲は薄いが慇懃で図太く、他人の善意を無言で要求するような図々しい性格も持つ。
パタコラン
ジャック・バンコランの変装をしたパタリロ。ただし美少年キラーではなく小銭キラーである。マライヒをおちょくるのに用いるほか、バンコランに惚れたという皇太子にキスの代わりに小銭を要求し、貰うだけ貰ってバンコランに彼をあてがおうとしていた。
同様にマライヒの変装をした「パタイヒ」もある。「パタリロ8世と10世」では、8世と10世がそれぞれパタコランとパタイヒに扮し、冒頭のバンコランとマライヒのやり取りを再現しておちょくっている。
パイライフ
作中世界に伝わる都市伝説の怪物。「腐敗の王」「闇と混乱の申し子」「恐怖の使者」「災厄の前ぶれ」「見た者は石になる」など様々な伝説が語られているが、読者はその実態を曖昧模糊にしかつかめない。『妖怪盗賊マザリシャリフ』などの作者の他作品にその名が出てくることがある。桂米朝の落語『植木屋娘』に出てくる、「牌来夫（江戸時代末期の横浜近辺に住んでいた、中国南部出身の荷役夫の総称）」のような顔の女性への悪口から、との説もある。
ルードヴィヒ・フォン・クリスタル・ウマント・ソンゲルカナ・ウンゲルカナ
髪の毛でほっぺたを隠して輪郭を隠しているため結構美少年に見え、タマネギからも「今までで一番いい」と評価される変装だが、性格がほとんど変貌しない。名前はαランダムがある事情で転入した全寮制の学園に潜入しルームメイトになったランダムに名乗る際に即興で適当に名乗ったが名前が長すぎたので二度と言えないらしい。
「アイ・ラブ・マライヒ」では、マライヒに憧れていた少年マークが偶然同じ髪型だった事から、この変装をしたパタリロに間違えられて騒動が起こっている。
また変装用によく多用している架空キャラクターは冊子掲載(もしくはアニメ放送)時系列の故、版権・時事ネタを絡めた変装も存在する。作品中確認している版権絡みの変装は次の通り。
デスラー総統
黄金バット
スーパージェッター
快傑ハリマオ
月光仮面
オスカル
ジルベール・コクトー
マリリン・モンロー
田中角栄
水戸黄門
キングコング（TVアニメ版のみ）
タケちゃんマン（TVアニメ版のみ）

### その他の能力・特技
- 時間跳躍（タイムワープ）や時間停止などの超能力を備える（ダイヤ鉱山での発破に巻き込まれた際、身に着けた。時間停止はタイムワープをマスターした後に応用として開発し身に着けたもの）。ただしこの効果は「時間のみの移動」と「時間と場所の移動」の2パターンが描写されている。タイムワープの能力は初期のエピソードで頻繁に使われていたが、能力をテログループに利用される事件（『時間よ止まれ』31巻、作品番号132）が起こってからはこの能力をほとんど使わなくなった。初期の頃は爆発や衝突などの衝撃や振動を受けるなどして意図せずタイムワープしてしまったり、行き着く時代も任意に選べないなどコントロールが利かなかったが、後に克服し完全に使いこなせるようになった。また、同じく当初は「自分自身と自分に触れているもの」が対象であり自分自身を除外してタイムワープを行う事は出来なかったが、『90年』（86巻、作品番号476）以降では自分以外のものだけを飛ばしたり戻ってこさせたりという事が可能になっている。また、パタリロ一族にはタイムワープできる素質があるらしく、8世が先祖の7世と子孫の10世を、タイムワープをマスターしなければ死ぬという極限状態にし、無理矢理タイムワープを習得させている（二人は十数時間で当時の8世と同じく完全な技能で体得）。また、7世と10世は劇場版『スターダスト計画』にて、8世の呼び掛けに応じてそれぞれの住む時代から救援に駆け付けている。
- 能力なのか性格なのか判じかねるところであるが、パタリロは「ごっこ遊び」に他者を強引に巻き込ませる秘境異次元ごっこを敢行することができる。これに巻き込まれた相手もなぜかごっこ遊びにつきあってしまい、その結果物語の筋が完膚なきまでに脱線することになる。
- 本人には自覚がないが陶芸に関して天才的な才能を持っており、人間国宝の地位をあやうくさせたことがある。
- 生涯に3度脱皮するらしい。最初の脱皮の際には剥がれかけてゆるゆるになった外皮のせいで容姿が絶世の美少年に見えた。

## 弱点
以上のように不死身で弱点などなさそうであるが、苦手なものはある。
- バンコランには「熱湯をかけるとゴキブリの様に即死する」と言われている。（真実かどうかは不明）
- タマネギにはそのバンコラン本人が天敵ではないかと言われている。事実マライヒですら手玉に取る彼をバンコランはたびたび殴っている。病院送りにしたことも何度かある。マシンガンやロケット砲で撃たれても平気なはずだがバンコランに拳銃を向けられると本気で恐怖する。[12]
- 怪談は聞くのも苦手らしい。しかし実際に幽霊や悪魔が出てきたときは物怖じせずに平気で会話しているエピソードが多いので、それらの存在が怖いのではなく、怪談のように脚色された物語か恐怖を煽る雰囲気が怖いのだとも取れる。
- 特殊な環境（学校で同世代と接するはずの時期を大学の研究室で過ごし、卒業後も歳の離れたタマネギ部隊がもっとも身近な存在である）で育ったため、同世代の異性に免疫がない。一度歳の近い少女から強く好意を持たれたが、上記の理由でマライヒの方を好きになるように工作して追い出してしまった。
  - ただし、初恋の相手である従姉妹のミリオネア公国王女マデリーンに似た容姿の女性に対しては強く惹かれる傾向にある。そのような容姿のキャラクターが出てきた時は、パタリロが自身の恋の成就のために奮闘するという普段は見られない珍しい行動をとることが多い。しかし、現在までマデリーン本人をはじめパタリロが恋した女性達は別の男性と結ばれたり、両思いかと思えば実は女装好き少年であったりと恋愛ではろくな目に合っていない。
- 上述の環境から友人と呼べる存在もいなかった為、友情問題に関しても免疫がない。友人が他の者と面会すると聞いて嫉妬のような感情を露わにする描写があり、基本的に他人との対等なつき合いに慣れていないともいえる。
- ニューハーフも苦手。バー「東カリマンタン」に勤務するホステス（?）とダンスチーム「ゲロガデルシスターズ」には特に強い拒絶反応を示す。これはダンスチームとの出会いのエピソードが強烈なトラウマとなっているためで、それまではニューハーフに対する苦手意識は特に持っていなかった。
- 性的な事件、特に同性愛に関するアクシデントが頻出するこの作品世界において、彼自身は未だそれを受け入れる余裕を身に着けていない。普段はバンコランらの情事を冗談のネタにしたり、自分自身バンコランに洒落で求愛したりと下ネタギャグで笑い飛ばす余裕を見せる彼だが、自身に直接絡む性的な事件、例えば中国主席や自失状態のバンコランからの肉体関係の強要に対しては、真剣に狼狽し拒否している。また他者から耳にした露骨な猥談やアリバイ確認で容疑者が情事に耽っていたことを確認する時にも、目に見えて赤面・動揺しており、実は免疫が強くないことが窺える。
- 実母であるエトランジュとの関係も、妙によそよそしいところがある。バンコラン・マライヒ・タマネギ部隊の前では、パタリロは「自然な振る舞い」が出来るのだが、エトランジュの前では「猫をかぶってしまう」。このことからエトランジュはパタリロの普段のハチャメチャを抑えることができる「弱点」と取ることができる。エトランジュからのパタリロへの態度は我が子に対してと言うにはやや冷たい部分がある。もっとも、自分がエトランジュから深い愛情を注がれている事は自覚しており、80巻では我が子を自殺に追いやったブルマン王国の女王にかつてないほど激しい怒りをぶつけている。
- 上述の通り、母親とも普段離れて暮らしている事から自身が製作したプラズマXをはじめとしたロボットたちとは家族同然の間柄であり、基本的に損得抜きに付き合っている。タマネギたちの様におちょくっても本気で怒られると凹んでしまい、許してもらおうと色々サービスする（アフロ18を怒らせた際には許すまで毎朝の部屋の掃除を請け負っていた）。
- 10歳にして成人病を多数併発しており、常時大量の薬を服用している（副作用を抑えるための薬など、一日3キログラム以上）。このため、それ以上の薬物を極僅かでも摂取すると精神のバランスを崩し、身体が誤動作を始める。なお、クックロビン音頭で落ち着く。

## モデル
名前の由来は「パタパタと走り回っているキャラクター」。この『パタ』に名前らしくするために『リロ』をつけ『パタリロ』とした。
当初はパタリロ、ヨタリロ、マッタリロという三つ子が登場する話にする予定であったが、作者は「同じ顔を三人分描くのは手間がかかる」と考え三つ子の設定を没にした。
ヨタリロとマッタリロは後に名前を流用した別デザインのキャラクターとしてそれぞれ登場している。
BSマンガ夜話において、大槻ケンヂが本作品における『がきデカ』の影響を指摘したところ、夏目房之介は、「魔夜さんに聞いたら、嘘か本当か知らないけど、がきデカを知ったのはパタリロ!連載開始後だいぶ後」だったと言う。直接ではない（あるいは　そう言い張る）がきデカの影響は極めて珍しい。

## 外伝でのパタリロ
パタリロ!の時代劇版
『パタリロ!』本編でしばしば挿入される時代劇編では、主に呉服問屋越後屋の主人波多利郎（ぱたりろう）として登場する。性格はパタリロ8世とほぼ同じ。別キャラクターとして初期の「猫間天狗」の他、『忠臣蔵』の大石主税や、人事師（ひとごとし）波多利郎として登場したことがある。それに伴い他の面々もそれに応じた別の名前のキャラクター（外見は同じ）として登場した。（例：バンコラン→大石内蔵助、近藤勇）
家政夫パタリロ!シリーズ
アラファト家政婦派遣協会に所属する家政夫越後屋波多利郎（えちごやぱたりろう）として登場する。詳細は当該項目を参照。
親の借金を月10万円で1万年以上かかって返済するために歳をごまかして働いている。本編に比べると他者への思いやりが深く、要領が良いので、本編に比べると報われることが多い。
パタリロ源氏物語!
陰陽寮に仕える陰陽師の一族である賀茂家の領袖賀茂波多利郎度摩利音羅（かものぱたりろどまりねら）として登場する。詳細は当該項目を参照。
本編より能力的にも精神的にも成熟したキャラクターとして描かれているが、金にがめつい部分などは本編と共通する。
パタリロ西遊記!
孫悟空の役を演じている。詳細は当該項目を参照。
玄奘（マライヒ）とは強い信頼で結ばれた師弟であり、本編のマライヒとパタリロの関係とは大きく異なる。ギャグ好きな性格は本編と同じ。

## パタリロを演じた人物
- 白石冬美 - アニメ『パタリロ!』および『ぼくパタリロ!』（1982年 - 1983年）

「BSマンガ夜話」で白石が数回ナレーションを担当した時期に「パタリロ!」が採り上げられ、パタリロ風ナレーションでマリネラの観光ガイドを行った。
- 甲斐田ゆき - アニメ『パタリロ西遊記!』（2005年）
- 種﨑敦美 - ゲーム『三国志大戦 第2期』（2020年）
- 小山瞳 - 舞台劇『抱腹絶倒 爆笑活劇 パタリロ西遊記』[13]（2007年）
- 加藤諒 - 舞台「パタリロ！」（2016年 ・2018年・2021年）、「劇場版パタリロ!」（2019年）